# Dorothea Bate
Dorothea Bate   (Napier House, 8 de novembre de 1878 - Westcliff-on-Sea, 13 de gener de 1951), també coneguda amb el nom de Dorothy Bate, fou una paleontòloga britànica, pionera en arqueologia. Durant la seva vida es dedicà a trobar fòssils de mamífers acabats d'extingir, per entendre l'evolució de les formes gegantines i petites.

## Dades personals
Nascuda a Carmarthenshire, Gal·les, Bate era la filla del superintendent de policia Henry Reginald Bate i la seva muller, Elizabeth Fraser Whitehill. Tenia una germana més gran i un germà més jove. Va rebre una educació bàsica i una vegada va comentar que la seva educació "només va ser breument interrompuda per l'escolarització formal".

## Dades professionals
Va ser el 1898, a dinou anys, que Bate aconseguia un lloc de treball al Museu d'Història Natural de Londres (Natural History Museum), per fer una classificació de pells d'ocell a la Sala d'Ocells del Departament de Zoologia i dedicar-se posteriorment a la preparació de fòssils durant cinquanta anys. Axí va poder aprendre ornitologia, paleontologia, geologia i anatomia. Cobrava pel nombre de fòssils que preparava, a tant per peça, com a pieceworker.
Al 1901 Bate va publicar el seu primer article científic, un informe breu sobre una cova calcària amb ossos del Carbonífer a la vall del riu Wye (A short account of a bone cave in the Carboniferous limestone of the Wye valley), un article que va aparèixer al Geological Magazine, sobre ossos de petits mamífers del Plistocè.
El mateix any va visitar Xipre per buscar ossos, i s'hi va estar durant 18 mesos a càrrec seu. Va trobar dotze dipòsits nous en coves, amb ossos d'hipopòtam nan. Al 1902, amb una beca que obtingué de la Royal Society, va descobrir en una cova en els turons de Kyrenia una nova espècie d'elefant nan, el qual va anomenar Elephas cypriotes, que més tard fou descrit en un document de la Royal Society. Mentre era a Xipre va observar (i atrapar, caçar i escorxar) ocells i mamífers vius i va preparar un bon nombre d'altres informes, incloent descripcions del ratolí espinós de Xipre (Acomys nesiotes) i una subespècie de l'ocell Winter Wren (Troglodytes troglodytes cypriotes). A Xipre, Bate es va allotjar principalment a Paphos amb un Comissari de Districte de nom Wodehouse. Quan no estava viatjant, sovint tota sola per àrees remotes, tenia una activa vida social.
Més tard va emprendre expedicions a moltes altres illes mediterrànies, incloent Creta, Còrsega, Sardenya, Malta, i les Illes Balears, publicant articles sobre la fauna prehistòrica pròpia. A les Illes Balears, durant 1909, va descobrir el Myotragus balearicus, una espècie anteriorment desconeguda de la subfamília Caprinae.A la plana de Kat, a la Creta oriental, va trobar restes de l'hipopòtam nan d'aquesta illa. També a Creta aconseguí conèixer els arqueòlegs que llavors excavaven a Knossos i altres llocs de l'illa, els quals feien descobriments sobre la civilització minoica.
Es va veure assetjada pel vice cònsol-britànic a Mallorca i va comentar: "Odio els homes vells que intenten fer l'amor a algú i no haurien de comportar-se d'aquesta forma en les seves posicions oficials." Segons el diari anglès The Daily Telegraph:
| « | Passava els seus dies travessant barreres i terrenys infestats de bandits, anant a peu o sobre una mula i dormint en cabanes plenes d'insectes. Travessaria amb dificultats aigües turbulentes per a arribar a coves en penya-segats aïllats sobre els quals lluitava, coberta de fang, però mai sense la seva bossa per guardar el que recollia, xarxes, caixes d'insectes, martell i (posteriorment) dinamita. | » |

En la dècada dels anys 1920, Bate va treballar amb l'arqueòlega professora Dorothy Garrod a Palestina, i al 1937 van publicar conjuntament (en anglès) The Stone Age of Mount Carmel volum 1, part 2: Palaeontology, the Fossil Fauna of the Wady el-Mughara Caves.[9] Entre altres troballes, van informar sobre restes d'hipopòtam.
Bate també va treballar amb Percy Roycroft Lowe sobre fòssils d'estruços a la Xina. Va ser una arqueòloga pionera, especialment en el camp de la interpretació climàtica. Va comparar les proporcions relatives de les restes de Gazella i Dama.
A finals dels anys 1930, cap al final de la seva carrera amb treballs de camp, Bate va trobar els ossos d'una tortuga gegant a Bethlem.
Molts arqueòlegs i antropòlegs es van recolzar en la seva perícia identificant ossos de fòssils, incloent Louis Leakey, Charles McBurney, i John Desmond Clark.
Durant la Segona Guerra Mundial, Bate fou transferida del Departament de Geologia del Museu d'Història Natural de Londres, en la seva branca de zoologia, a Tring, i al 1948, uns pocs mesos abans del seu setantè aniversari, va obtenir el grau d'Oficial en cap. Tot i que patia de càncer, va morir d'un atac de cor el 13 de gener de 1951. Els seus documents personals van ser destruïts en un incendi a casa seva poc després de la seva mort. En el seu escriptori a Tring hi havia una llista de 'Documents per escriure'. Al final de la llista hi havia anotat "Cançó de Cigne".
La seva propietat quan morí era de 15,369£.
A 2005, un 'facsímil Dorothea Bate' va ser creat al Museu d'Història Natural com a part del projecte de desenvolupar una galeria de notables per conèixer els seus casos distingits. Ella hi figura, al costat d'altres personalitats com Carl Linnaeus, Mary Anning, i William Smith. S'hi exposen històries i anècdotes de les seves vides i descobriments.
En la seva biografia Discovering Dorothea: the Life of the Pioneering Fossil-Hunter Dorothea Bate, Karolyn Shindler descriu Bate com "d'humor enginyós, aspra, llesta i coratjosa". Shindler també és l'autora de la biografia en l'edició 2004 del "Dictionary of National Biography".

## Publicacions
- A short account of a bone cave in the Carboniferous limestone of the Wye valley, Geological Magazine, new series, 4th decade, 8 (1901), pp. 101–6
- Preliminary Note on the Discovery of a Pigmy Elephant in the Pleistocene of Cyprus (1902–1903)[5]
- Further Note on the Remains of Elephas cypriotes from a Cave-Deposit in Cyprus (1905)
- On Elephant Remains from Crete, with Description of Elephas creticus (1907)
- Excavation of a Mousterian rock-shelter at Devil's Tower, Gibraltar (with Dorothy Garrod, L. H. D. Buxton, and G. M. Smith, 1928)[10]
- A Note on the Fauna of the Athlit Caves (1932)
- The Stone Age of Mount Carmel, volume 1, part 2: Palaeontology, the Fossil Fauna of the Wady el-Mughara Caves (with Professor Dorothy Garrod, 1937)

## Guardons
1940: Wollaston Fund of the Geological Society
1940: Membre escollida de la Geological Society